# Werethekau
Werethekau (wr.t-ḥk3.w, „a mágia nagyja”) ókori egyiptomi istennő, a természetfeletti hatalom megtestesítője.
Magát a nevet több istennő (főleg Ízisz, Szahmet és Mut) jelzőjeként használták, de később egyre gyakrabban jelent meg önállóan is. A Piramisszövegekben az ureuszkígyóval és Uadzsettel hozták összefüggésbe, nevét kígyó determinatívummal írták. Ennek megfelelően védelmező funkcióval bír, emellett viszont tápláló, anyai szerepben is megjelenik, például Tutanhamon sírjában (KV62) egy szentélyen. Az egyiptomi koronához szorosan kapcsolódott Werethekau hatalma; a koronák istennőjeként kígyó- vagy oroszlánfejű nőként ábrázolták, Ré-Harahti feleségeként napkoronggal a fején is megjelenik.

## Fordítás
- Ez a szócikk részben vagy egészben  a   Werethekau című angol Wikipédia-szócikk ezen változatának fordításán alapul.  Az eredeti cikk szerkesztőit annak laptörténete sorolja fel. Ez a jelzés csupán a megfogalmazás eredetét és a szerzői jogokat jelzi, nem szolgál a cikkben szereplő információk forrásmegjelöléseként.